# Le Miroir 2000
Les Sesterain ou le miroir 2000, souvent abrégé Le Miroir 2000, est un feuilleton français en treize épisodes d'une durée de 44 minutes en moyenne, créé par François Villiers et André Maheux, et diffusé à partir du 24 septembre 1971 sur la première chaîne de l'ORTF, et en Suisse sur la TSR.
Au Québec, le feuilleton a été diffusé à partir du 21 septembre 1975 à Radio-Québec. Diffusé à partir du jeudi 8 octobre 1970 à la RTB, Télévision belge francophone.

## Synopsis
L'intrigue de la série se concentre sur la création d'une station de ski sur le territoire d'un petit village de Tarentaise qui vivait jusqu'alors de l'agriculture et de l'élevage. Le projet suscite aussi bien des tensions que des espoirs au sein de la population,.

## Distribution
- Étienne Bierry : Antoine Sesterain
- Antoine Marin : Lauzon
- Christian Alers : Flandin
- Jean-Claude Dauphin : Pierre Sesterain
- Yves Lefebvre : Henri Sesterain
- Georges Claisse : François Sesterain
- Marie-Christine Barrault : Martine Lauzon
- Marie-Hélène Breillat : Marie Flandin
- Yves Bureau : le frère Flandin
- Nicole Desailly : Mme Flandin
- Marthe Villalonga : Toinette Lauzon
- Georges Audoubert : Le supérieur

## Production
Elle a été tournée en partie au hameau du Miroir dans la commune de Sainte-Foy-Tarentaise, ainsi qu'aux Arcs, à Val Thorens et à Bourg-Saint-Maurice,.
Tandis que la station de ski fictive et prémonitoire Miroir 2000 se situait dans le feuilleton sur les hauteurs du hameau du Miroir, sur le plateau du Ruitor, Sainte-Foy-Tarentaise a effectivement vu naître une station de sports d'hiver en 1990 autour du hameau de Bon Conseil, sur le versant Nord-Ouest de la Foglietta.